# Philippe Nozières
Pour les articles homonymes, voir Nozières.
Philippe Nozières, né le 12 avril 1932 à Paris et mort le 15 juin 2022 à Noyarey,, est un physicien français.

## Biographie
Philippe Nozières était un physicien théoricien français.
Il avait intégré l'École normale supérieure en 1951 et y avait obtenu l'agrégation de sciences physiques en 1955. Il part ensuite aux États-Unis travailler à l'Université de Princeton de 1955 à 1957. Il obtient en 1957 sa thèse de l'université de Paris où il devient maître de conférences (1961) puis professeur. Philippe Nozières devient ensuite professeur à l'université de Grenoble (1972-1983) et travaille à l'Institut Laue-Langevin à Grenoble (ILL). De 1983 à 2001, il est titulaire de la chaire de « Physique statistique » au Collège de France, tout en poursuivant son activité de recherche à l'Institut Laue-Langevin.
Après 2000, il poursuivait ses recherches à l'Institut Laue-Langevin de Grenoble et était resté professeur honoraire au Collège de France depuis 2000. Il était également membre de l'Académie des sciences depuis 1981, de la National Academy of Sciences depuis 1991, et de l'American Academy of Arts and Sciences depuis 1992.
Il a fondé une véritable école en physique du solide et de la matière condensée et l'a animée tout au long de sa vie, à travers ses travaux et son enseignement à l’université de Paris puis celle de Grenoble.
Il avait obtenu le prix Wolf de physique en 1985 et la médaille d'or du CNRS en 1988.
L'Académie des Sciences le qualifie de « géant de la théorie des phénomènes collectifs en physique. Il a apporté des contributions pionnières à la physique des systèmes d’un grand nombre de particules en interaction : liquides quantiques tels que les électrons dans les métaux, rugosité de surfaces comme celle des cristaux d'hélium, ou impuretés magnétiques dans les matériaux. »

## Publications
- L'effet de l'interaction de Coulomb sur les excitations élémentaires dans les solides, thèse de doctorat en sciences physiques, Paris, Faculté des sciences de Paris, 1957.
- Le problème à N corps, Paris, Faculté des sciences de Paris, 1959 :
  - Chapitre 1 : Aspect macroscopique ;
  - Chapitre 2 : Réponse du système aux excitations extérieures ;
  - Chapitre 3 : Propriétés générales des fonctions de Green ;
  - Chapitre 4 : La structure du spectre d'excitations élémentaires ;
  - Chapitre 5 : Méthodes de perturbations ;
  - Propriétés générales des gaz de fermions, préface de Maurice Lévy.
- Theory of interacting Fermi systems, traduit par D. Hone, New York, Benjamin, 1964.
- The theory of quantum liquids, volume 1 : Normal Fermi liquids, avec David Pines (en), New York, Benjamin, 1966.
- Problème à N corps, cours donnés à l'École de physique des Houches, édité avec Cécile DeWitt-Morette et Roger Balian, New York, Gordon and Breach, 1967.
- Quantum fluids, Tokyo, Physical Society of Japan, 1967.
- Polarisation, matière et rayonnement : volume jubilaire en l'honneur d'Alfred Kastler, édité par la Société française de physique, Paris, Presses universitaires de France, 1969.
- Magnetic impurities in metal : Theories on the Kondō effect, Tokyo, Physical Society of Japan, 1976.
- Rapport de prospective : physique de la matière condensée, Paris, CNRS, 1980.
- Leçon inaugurale, vendredi 16 décembre 1983, chaire de physique statistique, Paris, Collège de France, 1984.
- Symposium Alfred Kastler, 9-12 janvier 1985, Paris, France, organisé avec Franck Laloë, Elisabeth Giacovino et Lucile Julien, Les Ulis, Éditions de physique, 1985.
- The theory of quantum liquids, volume 1, Normal Fermi liquids, avec David Pines, Redwood City, Californie, Addison-Wesley, 1989.
- The theory of quantum liquids, volume 2 : Superfluid Bose liquids, avec David Pines, Redwood City, Californie, Addison-Wesley, 1990.
- Variables d'état, fluctuations, irréversibilité : réflexions sur la thermodynamique près et loin de l'équilibre, 1994.
- Theory of interacting Fermi systems, traduction par D. Hone, Addison-Wesley, 1997.
- The theory of quantum liquids, avec David Pines, Cambridge, Perseus Books, 1999.
- Séminaire Poincaré 2003 : La condensation de Bose-Einstein, avec Claude Cohen-Tannoudji, Sébastien Balibar et Gora Shlyapnikov, Institut Henri-Poincaré, Palaiseau, École Polytechnique, 2003.
- Thermodynamique statistique et mouvement brownien : une introduction, Paris, Hermann, 2015.

## Prix et distinctions
- 1981 : Membre de l'Académie des sciences
- 1985 : Prix Wolf
- 1988 : Médaille d'or du CNRS[7]
- 1991 : Membre de la National Academy of Sciences
- 1992 : Membre de l'American Academy of Arts and Sciences